# Codogno
Codogno je italská obec v provincii Lodi v oblasti Lombardie.
V roce 2016 zde žilo 15 956 obyvatel.

## Poloha
Sousední obce jsou: Camairago, Casalpusterlengo, Cavacurta, Fombio, Maleo, San Fiorano, Somaglia a Terranova dei Passerini.

## Vývoj počtu obyvatel
Zdroj: 